# هوانگ یونلونگ
هوانگ یونلونگ (انگلیسی: Huang Yunlong؛ زادهٔ ۱۰ ژوئیهٔ ۱۹۶۰) بازیکن بسکتبال اهل چین بود. وی در بازی‌های المپیک تابستانی ۱۹۸۴ و ۱۹۸۸ شرکت کرده‌است.